# Tamás Kaszap
Tamás Kaszap (Senta, 21 marzo 1991) è un pallavolista ungherese.
Gioca nel ruolo di palleggiatore nella Dinamo Bucarest.

## Carriera
La carriera di Tamàs Kaszap, nato in Serbia ma di nazionalità ungherese, inizia nelle formazioni giovanili del Röplabda Club Kecskeméti; passato al Kaposvár nel 2007, esordisce in prima squadra durante il campionato 2009-10: nei due anni successivi vince per due volte il titolo di campione d'Ungheria, risultato che gli permette di esordire nelle coppe europee partecipando a due edizioni della Coppa CEV.
Durante la stagione 2010-11 viene ingaggiato dalla Gabeca Pallavolo, società con sede a Monza militante nel massimo campionato italiano, per sostituire l'infortunato Tsimafei Zhukouski fino al termine del campionato; chiusa questa esperienza passa al Volleyball Team Tirol, club austriaco dove vince un campionato e una coppa nazionale, prendendo parte per la prima volta alla principale competizione CEV per club, la Champions League. Con la nazionale ungherese partecipa alle qualificazioni al campionato europeo 2013 e all'European League.
Nell'annata 2014-15 fa ritorno in Italia, con la maglia della Pallavolo Città di Castello, in Serie A1, mentre nel campionato successivo si accasa all'Asnières, nella Ligue B francese. Nella stagione 2016-17 difende i colori del Baia Mare, nella Divizia A1 rumena, stesso campionato dove milita nella stagione seguente con la Dinamo Bucarest.

## Palmarès
- Campionato ungherese: 2

2009-10, 2010-11
- Campionato austriaco: 1

2013-14
- Coppa d'Austria: 1

2013-14